# 大橋史
大橋 史（おおはし たかし、1986年12月 - ）は、日本の映像作家、アニメーション監督。
主に、ミュージックビデオやCMの監督を務めている。多摩美術大学大学院美術研究科デザイン専攻情報デザイン研究領域を修了。国立音楽大学コンピュータ音楽研究室非常勤講師。東京都生まれ。

## 生い立ち
1986年12月に東京都に生まれる。小学生の頃、テレビゲームがきっけでアニメーションやエフェクトに興味を持つようになった。当時は自宅でファミリーコンピュータなどのゲーム機を使用するのが禁止されていたが、学校で配られたプリントの裏にオリジナルのマリオやソニックのコースの絵を描いていた。中学生になってからはゲームセンターに通うようになり、格闘ゲームに夢中になった。その経験は現在の作風にも影響を与えている。
2006年4月から多摩美術大学情報デザイン学科情報芸術コース(現在はメディア芸術コース)に通う。そこでミッシェル・ゴンドリーが監督を務めたMV「Star Guitar」や、アルヴァ・ノトの作品に影響を受けて、オーディオビジュアルをはじめとした映像の制作を始める。2010年4月に同大学を卒業、多摩美術大学 大学院美術研究科デザイン専攻情報デザイン研究領域に進学。2012年3月に修了。
2019年4月から2022年7月までdep_Managementとマネジメント契約を結んでいる。
現在はフリーランスとして活動している。

## 作風
映像と音が緻密にシンクロしたオーディオビジュアル作品を筆頭に、CGの有限性・限界線を意識したアニメーションやコンピューター特有の表現(複製、アスキーアートなど)が多く見られる。また、主にキーフレームアニメーションによって図形譜やグラフィックが快楽的な緩急を伴って展開するモーショングラフィックスも特徴的である。更に、光学的な撮影処理を行う代わりに、敢えてディザリングやハーフトーンなどを使用する表現 も多く見られ、それによって独特なルックを作り出すことに成功している。これは 現実の画作りに近づいてしまうと一緒に参加しているアーティストの持ち味が崩れてしまう可能性がある という考えに起因している。
オノマトペやアスキーアートなどの「言葉」に着想を得た作品も多く、初期の作品では特にその傾向が顕著である。
大会で優勝する ほどの格闘ゲーム好きで、ゲーム特有のアニメーションやエフェクト、UIを映像内のモチーフとすることも多い。

## 作品

### みんなのうた
- ◆は、5分間1曲枠の楽曲（ロングのうた）。
- 1.かむかもしかもにどもかも! / MONO NO AWARE（2019年10月・11月放送）
- 2.月の踊り子 / ポップしなないで（2022年6月・7月放送）

### MV
- Your Thorn / okiyu
- CHANNELER / 羽深由理
- こうこう|koukou / 羽深由理・ルシュカ
- 激ヤバ∞ボッカーン！！ / 妄想キャリブレーション
- cat step / daisuke tanabe
- 文學少女 / BURNOUT SYNDROMES
- ぼく(Re-Arrange) / DAOKO
- モンダイナイトリッパー! / 名取さな | [icon] | この節の加筆が望まれています。 |